# Лже-Маргарет
Лже-Маргарет — подлинное имя неизвестно, (ок. 1260 — 1301) — самозванка, выдававшая себя за Маргарет Норвежскую Деву, королеву шотландцев. Казнена.

## Предыстория
Принцесса Маргарет была дочерью норвежского короля Эйрика Магнуссона и Маргарет, дочери шотландского короля Александра. Она родилась, вероятно, в апреле 1283 года. Считается, что королева Маргарет умерла при родах, и король сам вынужден был воспитывать дочь, однако источники сильно расходятся в этом вопросе. Несомненно, что юная Маргарет очень рано лишилась матери, и отец вынужден был воспитывать её сам.
Ребёнку исполнилось два года, когда погиб, упав с лошади в темноте, её дед, король Шотландии Александр III. Его жена, королева Иоланда де Дрё, осталась беременной, однако же родила мёртвого ребёнка (по другим сведениям, беременность оказалась ложной), и в Шотландии началась борьба за власть.
В конце концов, противоборствующие партии сошлись на том, что править страной должна внучка Александра — Маргарет, а так как двухлетняя девочка не в состоянии была это делать сама, до её совершеннолетия назначался регентский совет из шести высших вельмож.
Далеко идущий план предусматривал также соединение Англии и Шотландии через брак Маргарет с принцем Эдуардом Плантагенетом, будущим королём Англии.
Однако же ничто из задуманного не воплотилось в жизнь. Маргарет, Норвежская Дева, как её называли в Шотландии, умерла по пути в своё королевство. Тело её было возвращено на родину и похоронено рядом с матерью в Церкви Христа. Смерть шестилетней королевы послужила началом бурной череды междоусобиц и борьбы за власть в Шотландии и в конечном итоге серии войн за независимость страны.

## Появление
Смерть малолетней королевы вдали, где-то в пути, на Оркнейских островах, отсутствие официальных объяснений — чем она болела, как умерла, отсутствие свидетелей — всё это вызвало пересуды и слухи и, конечно же, готовило почву для самозванки, не преминувшей вскоре явиться.
В дальнейшем отец Маргариты, король Эйрик, женился вторично на Изабелле Брюс, также представительнице шотландского королевского дома. Она умерла в 1299 году, оставив после себя дочь Ингеборг. В том же году Эйрик скончался, и на троне оказался его брат Хакон.
В следующем 1300 году в Бергене появилась неизвестная женщина, выдававшая себя за Маргарет Норвежскую Деву. Она прибыла на корабле из Любека, Германия, вместе со своим мужем-немцем.
История её мнимой смерти и «воскрешения» выглядит следующим образом. Маргарет на пути в Шотландию сопровождала фрейлина двора фру Ингеборг Эрлингсдаттер, её муж Тор Хаконсон и норвежский епископ Андфинн. Претендентка уверяла, что некие шотландцы, заинтересованные в том, чтобы трон достался их ставленнику, подкупили её сопровождающих, и во время стоянки на Оркнейских островах было объявлено о болезни, а затем о смерти принцессы. На деле «шотландцы» отвезли её в Германию, где она благополучно вышла замуж и ныне требовала для себя прав на шотландскую и норвежскую короны.
Краткая запись о самозванке содержится в Исландской Хронике за 1300 год:

Год 1300 от Р. Х. Затем появилась немка, назвавшаяся дочерью короля Эйрика и Маргариты, дочери короля Шотландии Александра III, и утверждавшая, что её продала фру Ингеборг Эрлингсдаттер. Обручение <Ингеборг>, дочери короля Эйрика, с Иоанном Магнуссоном, ярлом Оркнейским.

Нет сомнений, что речь шла о самозванке. По сохранившимся письмам епископа Бергена, ей было на вид около 40 лет, в пепельных волосах претендентки просвечивала седина. Принцессе, останься она жива, исполнилось бы в этом году 17.

## Процесс и казнь
Король Хакон немедленно приказал арестовать самозванку и тщательно расследовать её происхождение и реальные цели. Следственные документы не сохранились; неизвестно даже подлинное имя Лже-Маргарет. Известно только, что её поддержали мелкие дворяне и часть духовенства, но вельможи двора предпочли остаться в стороне от авантюры с сомнительными шансами на успех. Впрочем, Мунк, пытавшийся реконструировать историю Лже-Маргарет, предполагает, что за её спиной стояли более серьёзные силы — вероятно, дворянские верхи, недовольные самовластием короля Хакона, и немецкие купцы. Он называет имя Аудуна Хуглейксона, королевского юриста, представлявшего Эйрика при нескольких иностранных дворах и уже уличённого в участии в заговоре.
Хакону нечего было опасаться, по закону о престолонаследии он, как старший, имел преимущество перед дочерью короля (даже если предположить, что она осталась бы жива). Но потенциальные инсургенты могли проигнорировать закон о престолонаследии и возвести на трон ту, которая оказалась бы орудием в их руках. С этой точки зрения иностранка Лже-Маргарет имела явное преимущество перед законной королевской дочерью Ингеборг.
Лже-Маргарет и её муж были арестованы и находились под следствием до Рождества следующего, 1301 года. Королевский суд приговорил её к сожжению на костре как самозванку, её мужа — к обезглавливанию. В январе 1302 года, менее чем через месяц после казни самозванки, был повешен Аудун Хуглейксон. Мунк считает, что он был казнен как вдохновитель неудавшегося переворота.
Восемнадцатью годами позже в Исландской Хронике появляется запись, в которой речь снова идёт о Лже-Маргарет:

Год 1319 от Р. Х. Смерть Хафлиди Стейнссона, священника из Брейдаболстада. Названный священник служил здесь [в Бергене] при дворе короля Эйрика и присутствовал при отправке в Шотландию дочери короля; о чем свидетельствовала она сама, перед тем как была сожжена в Нордессе. «Когда меня, — сказала она, — провожали в Шотландию, я прошла через эти самые ворота. Здесь была в то время высокая Церковь Апостольская, а исландский священник по имени Хафлиди служил моему отцу. Когда хор закончил свою песнь, он возгласил „Veni Creator“, и гимн закончился в тот самый момент, когда я взошла на корабль». Тому свидетелем сам Хафлиди, такими словами он передавал её последние речи перед сожжением в Нордессе.

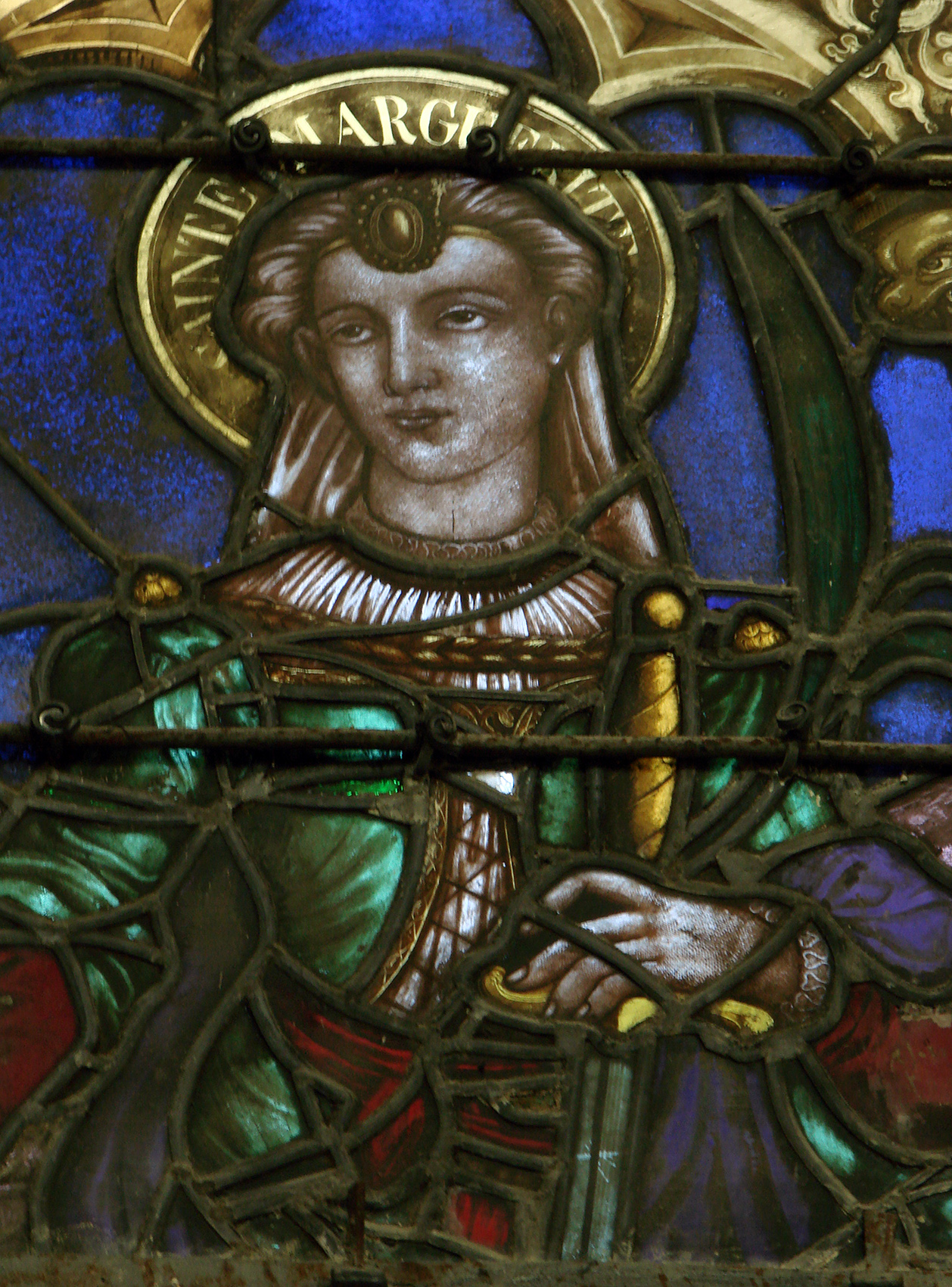
Святая Маргарита-мученица. Витраж из Базилики Св. Николая

## Церковь Св. Маргариты в Бергене
После сожжения Лже-Маргарет в Бергене возник и не менее сотни лет упорно держался культ святой мученицы Маргариты, дочери короля. Несмотря на запрещение епископа, люди упорно тянулись на место казни, чтобы поклониться её праху. 60 лет спустя на этом месте была выстроена церковь, вероятно, срубленная из дерева. Церковь быстро богатела, наследуя имущество по многочисленным купеческим завещаниям (последнее из которых датировано 1515 годом). Службы в ней шли до времени Реформации, когда среди прочих католических церквей Margarettkirchen, церковь Св. Маргариты-мученицы, была разрушена до основания.